# Mary Ward (scientifique)
Pour les articles homonymes, voir Mary Ward et Ward.
Mary Ward (1827–1869) est une scientifique anglo-irlandaise autodidacte. Ses livres de vulgarisation ont connu beaucoup de succès. Illustratrice douée et précise, elle a aussi collaboré avec plusieurs savants de renom.

## Biographie

### Jeunesse
Son nom de naissance est Mary King. Elle naît à Ballylin dans l'actuelle Ferbane (en) (comté d'Offaly en Irlande) en 1827. Elle est la plus jeune enfant du couple aristocratique formé par Henry et Harriette King,. Elle et ses deux sœurs (elle a aussi un frère) sont éduquées à la maison comme la plupart des filles de l'époque, mais on peut penser que, dans cette famille de scientifiques de renom, la science avait une place plus grande que d'habitude à l'époque.
Encouragée par ses parents, Mary s'intéresse très jeune à la nature : à trois ans, elle va chasser les papillons ; à huit ans, elle fait irruption dans la salle à dîner et annonce à ses parents et à tous les hôtes qu'avec son télescope elle a trouvé la comète de Halley. À treize ans, elle commence à documenter la construction du télescope de son cousin. L'astronome James South, qui l'a vue étudier les insectes avec une loupe (pour les dessiner par la suite) suggère à son père de lui offrir un microscope. Elle le reçoit à dix-huit ans et apprend à faire ses propres lames d'examen (en ivoire, le verre étant trop cher à l'époque). À 24 ans, elle fabrique elle-même des feux d'artifice.

### Maturité
Éduquée par une gouvernante, Mary Ward sera donc autodidacte, profitant de la moindre occasion pour échanger avec les grands savants de l'époque, comme William Rowan Hamilton et Sir David Brewster (elle est l'assistante de ce dernier et illustre plusieurs de ses ouvrages et articles).
En 1854 (à 27 ans), elle épouse l'honorable Henry William Crosbie Ward et signera ses ouvrages « l'honorable Mme Ward ». Son mari se révèle peu apte à subvenir aux besoins du ménage, où naîtront huit enfants ; elle devient donc illustratrice scientifique, métier qui lui est ouvert.
En 1857, elle décide de rendre son travail public. Elle ne peut d'abord faire mieux qu'une édition privée de ses Esquisses pour le microscope, mais bientôt ses livres, destinés au grand public et illustrés avec grand soin par elle-même, plaisent au nombre croissant de ceux qui pratiquent le loisir scientifique.

### Fin de vie
Victime de son insatiable soif de savoir, elle meurt à 42 ans en tombant sous les roues d'une automobile à vapeur expérimentale construite par ses cousins Parsons,,. Comme l'événement a lieu en 1869, elle passe à l'histoire, non comme la scientifique et illustratrice qu'elle était, mais comme la première personne tuée par un véhicule à moteur. On a dit qu'elle répandait la joie autour d'elle.

## Contributions
Ce qui élargissait le champ de vision humain dans le très grand ou dans le très petit était d'un grand intérêt pour Mary Ward.

### Télescope
Ward est une astronome amateur enthousiaste et partage cet intérêt avec son cousin William Parsons, 3e comte de Rosse, constructeur du Léviathan de Parsonstown, ; on appelle ainsi un télescope de six pieds de miroir, resté le plus grand du monde jusqu'à l'ouverture de celui du mont Wilson. Ward va souvent au château de Birr, dessinant toutes les étapes de la réalisation de l'instrument. Plus tard, quand ils vivent tous deux à Londres, Lord Rosse l'invite souvent à sa table, lui faisant faire la connaissance des grands scientifiques de l'époque ; il la tenait en haute estime.
Son ouvrage Les enseignements du télescope connaît un grand succès.
Mary Ward est l'une des trois femmes à qui on fait parvenir le bulletin de la Royal Astronomical Society, les autres étant la reine Victoria et Mary Sommerville d'Oxford College, la traductrice de Laplace.

### Microscope
En 1858 un éditeur commercial prend le risque d'imprimer l'édition privée, parue l'année précédente, sur le microscope. Le livre de « l'honorable Mme W. » comptera huit rééditions (sous divers titres) entre 1858 et 1880. Il est intitulé Un monde de merveilles révélé par le microscope.
La puissance du microscope qu'elle utilise va jusqu'à « 900 diamètres ». Cette particularité, son intérêt soutenu pour les insectes et ses talents de dessinatrice la feront souvent collaborer avec des entomologistes.

## Œuvres

### Ouvrages
L'histoire rigoureuse des publications de Mary Ward sous leurs différents titres reste à faire.
- (avec Lady Jane Mahon[22]) Entomology in sport, and Entomology in earnest, Paul Jerrard & Son, 68 p. (OCLC 903996384)[23]
- A world of wonders revealed by the microscope, Londres, Groombridge & Sons, 1859[20],[11],[24],[25]
- Telescope teachings. A familiar sketch of astronomical discovery combining a special notice of objects coming within the range of a small telescope […] with a detail of the most interesting discoveries which have been made with the assistance of powerful telescopes concerning the phenomena of the heavenly bodies, including the recent comet[26], Londres, Groombridge and Sons, 1859[27] — Illustré par l'auteur — La comète est la spectaculaire C/1858 L1 (Donati)
- The microscope : or, Descriptions of various objects of especial interest and beauty, Londres, Groombridge, 1870 — Illustré par l'auteur

### Articles (liste partielle)
Mary Ward a écrit de « nombreux articles », notamment pour The Intellectual Observer, mensuel qui a comme sous-titre « Review of natural history, microscopic research and recreative science ». Elle a aussi écrit pour Recreative Science.
- « Natterjack toad in Ireland », dans The Irish Times, mai 1864, p. 227–233 — Sur le crapaud calamite, Epidalea calamita
- « A windfall for the microscope », dans The Intellectual Observer, v. 5 (1864), p. 13–17 — Avec une planche en couleurs
- « The auroral arch of March 20, 1865, as seen in Ireland », dans The Intellectual Observer, v. 7, p. 382–385 — Son article côtoie celui d'Alexander Stewart Herschel sur la même aurore boréale

### Illustrations (sélection)

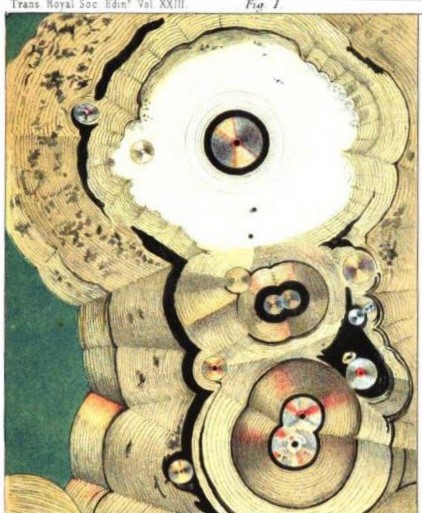
Illustration (fig. 1) pour un article de David Brewster[29],
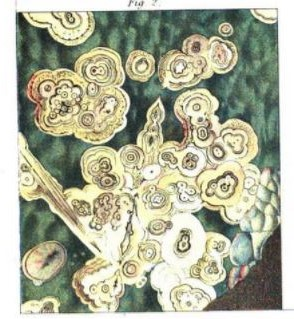
Illustration (fig. 2) pour un article de David Brewster
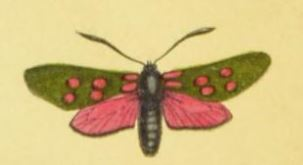
Zygène de la filipendule (Zygaena filipendulae), dans A world of wonders, p. 3
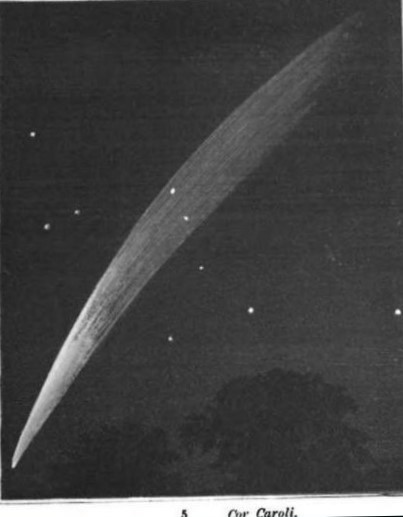
La comète C/1858 L1 (Donati)

## Compléments

### Mémoire
- Une pièce de Castle Ward est consacrée à des objets qu'elle utilisait.

### Mary Ward dans les arts
- Emilie Clark, Letters to Mary Ward 2003-2004 — L'œuvre de Clark, basée sur A world of wonders revealed, consiste en une correspondance imaginaire, sa propre collection de spécimens, et des dessins d'après les descriptions de Mary Ward[31].